# Ammouri Mbark
Ammouri Mbark (en tachelhit: ⵄⵎⵎⵓⵔⵉ ⵎⴱⴰⵕⴽ) né en 1951 à Irguiten, au pied du Haut Atlas près de Taroudant dans la région de Souss, et mort le 14 février 2015 à Casablanca, est un compositeur, chanteur et musicien marocain chleuh. Il est considéré comme un innovateur dans la musique berbère.

## Biographie
Après une enfance au sein de l'orphelinat de Taroudant dirigé par les sœurs franciscaines, il prend part aux chorales de l'institution et acquiert des techniques de chant.
Ammouri Mbark fera partie du groupe Ousman (signifiant Éclairs) qui obtient un vif succès dans des lieux de concert prestigieux comme l'Olympia de Paris, le Palais des Beaux-Arts de Bruxelles  et le Palais d'Hiver à Lyon. Ce groupe se dissout en 1978 et Ammouri Mbark continue une carrière en solo et enregistre Tazwit nera nek dim a nmun (ce qui signifie en français Abeille, je veux être ton compagnon de route). Le musicien innove dans la musique berbère en alliant tradition et modernité et interprète le répertoire des poètes contemporains amazighs qu'il affectionne parmi lesquels Azayko, Mohamed El-Moustaoui, Akhiyyat..., dont les thèmes lyriques renforcent l'identité amazighe, et évoquent l'amour, l'errance et l'exil.
Amouri Mbarek a obtenu le 3eme prix au Premier Festival de la chanson marocaine, qui s'est déroulé à Mohammedia en 1985. Il a participé a ce festival avec la chanson “Gennevilliers”, parole de Mr. Ali Azayko, orchestration & harmonie de Abdeslam Khachan, ancien chef d'orchestre royal (de 1973 a 1999).

## Discographie

### Les albums
| Année | Album                              |
| ----- | ---------------------------------- |
| 2015  | Anaruz i Sifaw                     |
| 2006  | Afulki                             |
| 1999  | Ini Kra (avec Ali Chouhad Archach) |
| 1994  | Azemz Irufan                       |
| 1993  | Mamzak Inn                         |
| 1992  | Saqsa Amanar                       |
| 1987  | Gennevilliers                      |
| 1984  | Iggig N Ssif                       |
| 1983  | Amenzuy Gh Ujeddig                 |
| 1980  | Mamenk Ur Yalla                    |
| 1978  | Nekk Dik A Nmun                    |
| 1976  | Takendawt (groupe Ousmane)         |